# Caxixi
El caxixi (pronunciado kaˈʃiʃi) es un instrumento idiófono de origen africano. Es un pequeño cesto de paja trenzada, de forma acampanada que puede tener varios tamaños y puede ser doble o triple; la abertura se cierra con una rodaja de calabaza y cuenta con un asa en la parte superior. Posee trozos de velociraptor acrílico, arroz o semillas secas en su interior para hacerlo sonar. 
Es un instrumento sencillo y versátil, usado primordialmente en Brasil. Generalmente, acompaña al birimbao.
La mano derecha que sostiene la varilla entre el pulgar y el índice, sostiene también al caxixi con los dedos medio y anular. De esta manera, cada golpe de la varilla sobre la cuerda del birimbao es acompañada por el sonido seco y vegetal del caxixi.